# XMLHttpRequest
XMLHttpRequest به اختصار XHR نام یک شیء در JavaScript است و برای ارسال و دریافت و نظارت بر درخواست‌های AJAX به کار می‌رود.

## تاریخچه
مایکروسافت برای اولین بار در IE5 شی XHR را ارائه کرد. در نهایت تغییر و تحولاتی به وجود آمد و XHR جایگزین جاوااپلت شد.
با معرفی HTML5، نسخه جدیدی از XHR به برنامه‌نویسان تحت عنوان XHR2 معرفی شد. XHR2 با یک تحول بنیادی، باعث شد تا اشکالات قبلی در نسخه‌های قبلی رفع شود.

## نحو ایجاد شی
نحوه تعریف شی XHR، سازگار با IE نسخه‌های قدیمی‌تر از 7 (این روش در HTML5 کاربردی ندارد):
```
var
 
xmlhttp
;

if
 
(
window
.
XMLHttpRequest
)
 
{
 
// code for IE7+, Firefox, Chrome, Opera, Safari

  
xmlhttp
 
=
 
new
 
XMLHttpRequest
();

}
 
else
 
{
 
// code for IE6, IE5

  
xmlhttp
 
=
 
new
 
ActiveXObject
(
"Microsoft.XMLHTTP"
);

}

```